# One Direction: Where We Are - Il film concerto
One Direction: Where We Are - Il film concerto (One Direction: Where We Are - The Concert Film) è il secondo film documentario sul gruppo inglese One Direction, diretto da Paul Dugdale.
Il film è stato girato il 28 e 29 giugno 2014 durante il Where We Are Tour nello stadio San Siro a Milano. Nel film sono presenti 15 minuti d'intervista con il gruppo ed alcune esclusive immagini dietro le quinte.

## Produzione
Le prime voci sulla realizzazione di un sequel al primo film sugli One Direction, One Direction: This Is Us, nacquero quando Niall Horan, Zayn Malik e Louis Tomlinson furono visti, nell'aprile del 2014, seguiti da una telecamera durante la loro visita al Cristo Redentore di Rio de Janeiro, Brasile. Nello stesso momento anche Liam Payne e Harry Styles erano seguiti da una telecamera durante la loro visita a Machu Picchu in Perù. Il 20 maggio 2014 il gruppo ha annunciato tramite il loro sito ufficiale che le riprese sarebbero state effettuate verso la fine del giugno 2014 durante il loro concerto nello stadio San Siro a Milano, Italia e che il film sarebbe uscito in DVD il 1º dicembre dello stesso anno.

## Distribuzione
Il primo trailer del film è stato pubblicato il 22 luglio 2014.
Il film è uscito nei cinema in contemporanea mondiale solo per due giorni, l'11 e il 12 ottobre 2014, in Italia distribuito da Nexo Digital.

## Accoglienza
In Italia, durante i due giorni di programmazione, il film ha incassato la cifra record di 1127584 €, diventando così il film evento più visto in assoluto in Italia.
Diversa la situazione nel resto nel mondo, dove il film ha incassato ben sotto le aspettative.

## Canzoni presenti nel film
1. Midnight Memories
2. Little Black Dress
3. Kiss You
4. Why Don't We Go There
5. Rock Me
6. Don't Forget Where You Belong
7. Live While We're Young
8. C'mon, C'mon
9. Right Now
10. Through the Dark
11. Happily
12. Little Things
13. Moments
14. Strong
15. Better Than Words
16. Alive
17. One Thing
18. Diana
19. What Makes You Beautiful

Bis
- You & I
- Story of My Life
- Little White Lies
- Best Song Ever